# Corrado Olmi
Corrado Olmi (ur. 24 października 1926 w Jesi, zm. 29 grudnia 2020 w Rzymie) – włoski aktor teatralny, telewizyjny i filmowy.

## Życiorys
Urodził się w Jesi, już w bardzo młodym wieku uczęszczał do lokalnych amatorskich zespołów dramatycznych w swoim rodzinnym mieście. Później przeniósł się do Rzymu, gdzie ukończył prawo, a podczas studiów uczęszczał do Akademii Teatralnej im. Petera Sharoffa. Był bardzo zaangażowanym aktorem teatralnym, z setkami zasług w dziełach prozy, kabarecie, czy operetkach. Był również bardzo aktywny w telewizji (w filmach telewizyjnych, serialach telewizyjnych i programach rozrywkowych) oraz w filmach, gdzie był jednym z najbardziej pożądanych aktorów charakterystycznych. Olmi jest także autorem dwóch książek autobiograficznych, Oltre la scena i Oltre lo schermo.
Zmarł 29 grudnia 2020 roku w wyniku powikłań wywołanych przez COVID-19, miał 94 lata.

## Filmografia
- 1962: Fanfaron jako Alfredo
- 1962: Zabłąkana w Rzymie
- 1962: Trudna miłość
- 1963: Szał lata jako Franco
- 1965: Mark Twain przemawia dziś wieczorem jako dyrektor redakcji
- 1965: Zmartwychwstanie jako urzędnik
- 1966: Wróżki
- 1968: Strzelcy z Paso Bravo jako Jonathan
- 1968: Za każdą cenę jako Lentini
- 1969: Archanioł
- 1969: 12+1
- 1971: Kot o dziewięciu ogonach jako Morsella
- 1971: Cztery muchy na szarym aksamicie jako portier
- 1971: Włoch szuka żony jako Don Anselmo
- 1971: Kos-samczyk jako nauczyciel gry na skrzypcach
- 1972: Niewolnica jako pasażer
- 1974: Włochy: Rok Pierwszy jako Di Vittorio
- 1975: Rodzinne grzechy
- 1980: Konik polny
- 1982: Bonnie i Clyde we włoskim stylu
- 1983: Eksmisja szuka uczciwego domu do wynajęcia jako komisarz
- 1987: Odwaga, by mówić jako mediolański robotnik
- 1988: Rimini, Rimini – rok później jako mąż Flaminii "La scelta"
- 1998: Kolacja jako Arturo
- 2000: Łatwo jest powiedzieć miłość ...ojciec Enrico